# Sigelpa
Sigelpa fue una banda de folk punk formada en Tarrasa nacida el 2008.
Recibe su nombre de las iniciales de los siete pecados capitales. Su estilo mezcla el celtic punk con estilos como el hardcore, el ska, el metal o el rap.

## Historia
El proyecto surgió a partir de 2008 cuando tres músicos comenzaron a tocar en distintos bares de Tarrasa. Tras la buena acogida inicial, decidieron llevar más allá y añadieron nuevos instrumentos. El proyecto se consolidó a finales de 2009 y es a partir de 2013 cuando adquiere notoriedad en el panorama musical. A principios de 2014 y tras haber dado algunos conciertos sacan su primer álbum, TerraMorta.

## Estilo
Han reconocido influencias de artistas como Flogging Molly, The Pogues, Dropkick Murphys, The Real Mckenzies o Paddy and the Rats, pero también de compositores clásicos como Bach. En su música se mezclan estilos que van desde el celtic punk, el hardcore y el ska hasta el metal o el rap. A ello se suman las influencias del folk irlandés.
Cantan sus canciones principalmente en catalán, aunque incluyen algunas letras en gallego y también en inglés.

## Discografía
- L’atac dels Ultrapirates Pecadors (EP, 2012)
- TerraMorta (2014)
- Ens Van Diagnosticar un Trastorn (EP, 2015)
- Rabant Original (2016)
- País de Titellaires (2018)